# Список академіків НАН України
Список дійсних членів Національної академії наук України з 1918 року. До списку входять 597 вчених.
Спеціалізація академіків вказується відповідно до наукової діяльності і вона може розбігатися з діяльністю, через яку науковець відомий найширше. Наприклад, Володимир Литвин та Лев Ревуцький понад усе відомі як політик та композитор, однак у списку вони згадуються, відповідно, як історик та музикознавець.
| А                                                                                                  |                              |                   |                                                                     |                   |         |
| ПІБ                                                                                                | дата народження              | дата смерті       | галузь                                                              | обраний           | портрет |
| Агол Ізраїль Йосипович                                                                             | 20 листопада 1891            | 10 березня 1937   | генетика                                                            | 27 травня 1934    |         |
| Ажажа Володимир Михайлович                                                                         | 19 листопада 1931            | 23 грудня 2009    | ядерна енергетика                                                   | 6 травня 2006     |         |
| Алимов Олександр Миколайович                                                                       | 30 вересня 1923              | 5 квітня 2023     | економіка промисловості                                             | 27 грудня 1973    |         |
| Амосов Микола Михайлович                                                                           | 6 грудня 1913                | 12 грудня 2002    | хірургія                                                            | 26 грудня 1969    |         |
| Амоша Олександр Іванович                                                                           | 4 серпня 1937                |                   | економіка                                                           | 16 травня 2003    |         |
| Анатичук Лук'ян Іванович                                                                           | 15 липня 1937                | 5 червня 2024     | матеріалознавство, технологія матеріалів для перетворювачів енергії | 25 листопада 1992 |         |
| Андон Пилип Іларіонович                                                                            | 16 жовтня 1938               |                   | інформатика                                                         | 6 травня 2006     |         |
| Андронаті Сергій Андрійович                                                                        | 19 вересня 1940              | 29 червня 2022    | біоорганічна хімія                                                  | 15 січня 1988     |         |
| Андрусов Микола Іванович                                                                           | 19 грудня 1861               | 27 квітня 1924    | геологія                                                            | 1 січня 1920      |         |
| Антонов Олег Костянтинович                                                                         | 7 лютого 1906                | 4 квітня 1984     | літакобудування                                                     | 20 грудня 1967    |         |
| Архаров Володимир Іванович                                                                         | 14 лютого 1907               | 26 вересня 1997   | фізика твердого тіла                                                | 17 грудня 1965    |         |
| Атрощенко Василь Іванович                                                                          | 3 липня 1906                 | 16 червня 1991    | хімічна технологія                                                  | 17 березня 1972   |         |
| Ахієзер Олександр Ілліч                                                                            | 31 жовтня 1911               | 4 травня 2000     | теоретична фізика                                                   | 10 червня 1964    |         |
| Б                                                                                                  |                              |                   |                                                                     |                   |         |
| ПІБ                                                                                                | дата народження              | дата смерті       | галузь                                                              | обраний           | портрет |
| Бабичев Федір Семенович                                                                            | 28 лютого 1917               | 28 квітня 2000    | органічна хімія, гетероциклічні сполуки                             | 27 грудня 1973    |         |
| Бабій Борис Мусійович                                                                              | 25 липня 1914                | 19 вересня 1993   | історія держави і права                                             | 17 березня 1972   |         |
| Бабко Анатолій Кирилович                                                                           | 15 жовтня 1905               | 7 січня 1968      | аналітична хімія                                                    | 23 січня 1957     |         |
| Бабський Євген Борисович                                                                           | 28 січня 1902                | 10 вересня 1973   | фізіологія                                                          | 30 червня 1948    |         |
| Багалій Дмитро Іванович                                                                            | 7 листопада 1857             | 9 лютого 1932     | історія України                                                     | 14 листопада 1918 |         |
| Багрій Петро Іларіонович                                                                           | 5 листопада 1925             | 21 березня 1981   | економіка                                                           | 27 грудня 1973    |         |
| Багров Микола Васильович                                                                           | 26 жовтня 1937               | 21 квітня 2015    | географія                                                           | 12 травня 2010    |         |
| Бажан Микола Платонович                                                                            | 9 жовтня 1904                | 23 листопада 1983 | літературознавство                                                  | 19 травня 1951    |         |
| Бакаєв Олександр Олександрович                                                                     | 11 квітня 1927               | 28 листопада 2009 | економіка агропромислового комплексу                                | 18 травня 1990    |         |
| Бакай Олександр Степанович                                                                         | 16 жовтня 1938               | 9 серпня 2025     | ядерна енергетика                                                   | 4 лютого 2009     |         |
| Барабашов Микола Павлович                                                                          | 30 березня 1894              | 21 квітня 1971    | астрономія                                                          | 30 червня 1948    |         |
| Бар'яхтар Віктор Григорович                                                                        | 9 серпня 1930                | 25 серпня 2020    | фізика твердого тіла                                                | 29 березня 1978   |         |
| Беліцер Володимир Олександрович                                                                    | 30 вересня 1906              | 4 березня 1988    | біохімія                                                            | 23 січня 1957     |         |
| Бережной Анатолій Семенович                                                                        | 19 вересня 1910              | 15 грудня 1996    | хімія і технологія неорганічних будівельних матеріалів              | 26 грудня 1979    |         |
| Березанський Юрій Макарович                                                                        | 8 травня 1925                | 7 червня 2019     | диференціальні рівняння                                             | 15 січня 1988     |         |
| Бернштейн Сергій Натанович                                                                         | 5 березня 1880               | 26 жовтня 1968    | математика                                                          | 9 лютого 1925     |         |
| Бєлєвцев Яків Миколайович                                                                          | 7 квітня 1912                | 29 серпня 1993    | геологія рудних родовищ                                             | 20 грудня 1997    |         |
| Бєляєв Валерій Іванович                                                                            | 14 жовтня 1931               | 28 березня 1999   | геофізика                                                           | 15 січня 1988     |         |
| Бєлянкін Федір Павлович                                                                            | 5 січня 1892                 | 21 травня 1972    | інженерні конструкціі                                               | 30 червня 1948    |         |
| Білецький Олександр Іванович                                                                       | 2 листопада 1884             | 2 серпня 1961     | літературознавство                                                  | 22 лютого 1939    |         |
| Білодід Іван Костянтинович                                                                         | 29 серпня 1906               | 21 вересня 1981   | українське мовознавство                                             | 23 січня 1957     |         |
| Білоус Анатолій Григорович                                                                         | 8 травня 1951                |                   | неорганічна хімія                                                   | 4 лютого 2009     |         |
| Біляшівський Микола Федотович                                                                      | 24 жовтня 1867               | 26 квітня 1926    | археологія                                                          | 31 травня 1919    |         |
| Блюм Ярослав Борисович                                                                             | 8 квітня 1956                |                   | зоологія                                                            | 6 травня 2006     |         |
| Богатський Олексій Всеволодович                                                                    | 25 серпня 1929               | 19 грудня 1983    | органічна хімія                                                     | 2 квітня 1976     |         |
| Богач Петро Григорович                                                                             | 30 січня 1918                | 23 червня 1981    | фізіологія, медицина                                                | 29 березня 1978   |         |
| Богданов Вячеслав Леонідович                                                                       | 25 листопада 1965            |                   | механіка                                                            | 6 березня 2015    |         |
| Боголюбов Микола Миколайович                                                                       | 21 серпня 1909               | 13 лютого 1992    | математична фізика                                                  | 30 червня 1948    |         |
| Богомолець Олександр Олександрович                                                                 | 24 травня 1881               | 19 липня 1946     | патофізіологія                                                      | 29 червня 1929    |         |
| Большаков Вадим Іванович                                                                           | 3 вересня 1938               | 28 червня 2015    | металургія                                                          | 4 лютого 2009     |         |
| Бондар Микола Герасимович                                                                          | 19 грудня 1920               | 17 грудня 1994    | будівельна механіка                                                 | 26 грудня 1979    |         |
| Бондаренко Борис Іванович                                                                          | 24 червня 1938               | 29 грудня 2020    | теплотехніка                                                        | 6 травня 2006     |         |
| Бондарчук Володимир Гаврилович                                                                     | 29 липня 1905                | 27 лютого 1993    | геологія                                                            | 19 травня 1951    |         |
| Бородін Іван Парфенійович                                                                          | 30 січня 1847                | 5 березня 1930    | ботаніка                                                            | 1925              |         |
| Брауде Семен Якович                                                                                | 28 січня 1911                | 30 червня 2003    | радіоастрономія                                                     | 26 грудня 1969    |         |
| Бродин Михайло Семенович                                                                           | 30 вересня 1931              | 8 листопада 2024  | фізика твердого тіла, спектроскопія, оптоелектроніка                | 1 квітня 1982     |         |
| Бродський Олександр Ілліч                                                                          | 19 квітня 1895               | 21 серпня 1969    | фізична хімія                                                       | 22 лютого 1939    |         |
| Будник Василь Сергійович                                                                           | 24 червня 1913               | 8 березня 2007    | механіка, машинобудування                                           | 20 грудня 1967    |         |
| Будников Петро Петрович                                                                            | 21 жовтня 1885               | 6 грудня 1968     | хімія і технологія селікатів                                        | 22 лютого 1939    |         |
| Бузескул Владислав Петрович                                                                        | 8 березня 1858               | 1 червня 1931     | історія                                                             | 1925              |         |
| Булавін Леонід Анатолійович                                                                        | 18 серпня 1945               |                   | експериментальна ядерна фізика                                      | 6 травня 2006     |         |
| Буланкін Іван Миколайович                                                                          | 3 лютого 1901                | 31 жовтня 1960    | біохімія                                                            | 19 травня 1951    |         |
| Булат Анатолій Федорович                                                                           | 17 грудня 1947               |                   | гірнича механіка                                                    | 7 квітня 2000     |         |
| Булаховський Леонід Арсенійович                                                                    | 14 квітня 1888               | 4 квітня 1961     | мовознавство                                                        | 22 лютого 1939    |         |
| Булгаков Микола Петрович                                                                           | 7 грудня 1929                | 7 вересня 2004    | гідрогеологія                                                       | 25 листопада 1992 |         |
| Буркинський Борис Володимирович                                                                    | 3 листопада 1942             |                   | регіональна економіка                                               | 16 травня 2003    |         |
| Бутенко Зоя Андріївна                                                                              | 1 вересня 1928               | 21 квітня 2001    | експериментальна онкологія                                          | 18 травня 1990    |         |
| В                                                                                                  |                              |                   |                                                                     |                   |         |
| ПІБ                                                                                                | дата народження              | дата смерті       | галузь                                                              | обраний           | портрет |
| Вавилов Микола Іванович                                                                            | 25 листопада 1887            | 26 січня 1943     | ботаніка                                                            | 29 червня 1929    |         |
| Вальтер Антон Карлович                                                                             | 24 грудня 1905               | 13 липня 1965     | фізика                                                              | 19 травня 1951    |         |
| Варга Євген Самійлович                                                                             | 6 листопада 1879             | 7 жовтня 1964     | економіка                                                           | 22 лютого 1939    |         |
| Василенко Андрій Овер'янович                                                                       | 5 листопада 1891             | 5 липня 1963      | машинобудування, сільськогосподарська механіка                      | 30 червня 1948    |         |
| Василенко Микола Прокопович                                                                        | 14 лютого 1866               | 3 жовтня 1935     | історія                                                             | 1920              |         |
| Васильєв Вадим Петрович                                                                            | 31 грудня 1912               | 24 вересня 2003   | ентомологія                                                         | 10 червня 1964    |         |
| Вервес Григорій Давидович                                                                          | 15 квітня 1920               | 10 січня 2001     | слов'янознавство, зарубіжні слов'янські літератури                  | 14 квітня 1995    |         |
| Вернадський Володимир Іванович                                                                     | 12 березня 1863              | 6 січня 1945      | фізико-математичні науки                                            | 14 листопада 1918 |         |
| Веселовський Микола Сергійович                                                                     | 6 січня 1950                 |                   | біологія клітини                                                    | 4 лютого 2009     |         |
| Вєркін Борис Ієремійович                                                                           | 8 серпня 1919                | 12 червня 1990    | фізика і техніка низьких температур, матеріалознавство              | 17 березня 1972   |         |
| Висоцький Георгій Миколайович                                                                      | 19 лютого 1865               | 6 квітня 1940     | лісоґрунтознавство, геоботаніка                                     | 22 лютого 1939    |         |
| Вишневський Іван Миколайович                                                                       | 26 травня 1938               | 6 серпня 2017     | ядерна енергетика                                                   | 14 квітня 1995    |         |
| Візір Анатолій Дмитрович                                                                           | 31 липня 1929                | 20 грудня 2002    | клінічна медицина                                                   | 25 листопада 1992 |         |
| Власюк Петро Антипович                                                                             | 3 лютого 1895                | 18 березня 1980   | фізіологія живлення рослин, агроґрунтознавство                      | 30 червня 1948    |         |
| Воблий Костянтин Григорович                                                                        | 27 травня 1876               | 12 вересня 1947   | економіка, економгеографія                                          | 17 травня 1919    |         |
| Возіанов Олександр Федорович                                                                       | 2 жовтня 1938                | 7 травня 2018     | хірургія, урологія                                                  | 11 квітня 1991    |         |
| Возняк Михайло Степанович                                                                          | 13 жовтня 1881               | 20 листопада 1954 | літературознавство                                                  | 29 червня 1929    |         |
| Войтович Ігор Данилович                                                                            | 13 вересня 1932              | 14 лютого 2014    | системи і технології реєстрації інформації                          | 4 лютого 2009     |         |
| Волков Дмитро Васильович                                                                           | 3 липня 1925                 | 5 січня 1996      | теоретична фізика                                                   | 15 січня 1988     |         |
| Волков Сергій Васильович                                                                           | 16 листопада 1935            | 9 березня 2016    | хімія                                                               | 25 листопада 1992 |         |
| Волкович Микола Маркіянович                                                                        | 8 грудня 1858                | 11 липня 1928     | патофізіологія                                                      | 1928              |         |
| Воробйов Володимир Петрович                                                                        | 27 липня 1876                | 31 жовтня 1937    | анатомія                                                            | 27 травня 1934    |         |
| Ворона Валерій Михайлович                                                                          | 5 березня 1940               | 23 вересня 2022   | соціологія                                                          | 6 травня 2006     |         |
| Воронцов Данило Семенович                                                                          | 23 грудня 1886               | 12 липня 1965     | нормальна фізіологія                                                | 23 січня 1957     |         |
| Вотчал Євген Пилипович                                                                             | 26 жовтня 1864               | 1 квітня 1937     | ботаніка, фізіологія                                                | 5 грудня 1921     |         |
| Вялов Олег Степанович                                                                              | 23 січня 1904                | 1 червня 1988     | геологія                                                            | 30 червня 1948    |         |
| Г                                                                                                  |                              |                   |                                                                     |                   |         |
| ПІБ                                                                                                | дата народження              | дата смерті       | галузь                                                              | обраний           | портрет |
| Галкін Олександр Олександрович                                                                     | 4 липня 1914                 | 22 жовтня 1982    | експериментальна фізика                                             | 17 грудня 1965    |         |
| Гасик Михайло Іванович                                                                             | 30 червня 1929               | 5 січня 2021      | металургія сталі та феросплавів                                     | 18 травня 1990    |         |
| Гедройц Костянтин Каетанович                                                                       | 6 квітня 1872                | 5 травня 1932     | агрохімія                                                           | 1930              |         |
| Геєць Валерій Михайлович                                                                           | 20 квітня 1945               |                   | макроекономіка                                                      | 14 квітня 1995    |         |
| Гершензон Сергій Михайлович                                                                        | 11 лютого 1906               | 7 квітня 1998     | молекулярна біологія і генетика                                     | 2 квітня 1976     |         |
| Гіляров Олексій Микитович                                                                          | 20 грудня 1855               | 7 грудня 1938     | філософія                                                           | 1 травня 1924     |         |
| Глеба Юрій Юрійович                                                                                | 13 червня 1949               |                   | клітинна інженерія рослин                                           | 15 січня 1988     |         |
| Глушков Віктор Михайлович                                                                          | 24 серпня 1923               | 30 січня 1982     | обчислювальна математика і техніка                                  | 18 квітня 1961    |         |
| Гнатюк Володимир Михайлович                                                                        | 9 травня 1871                | 6 жовтня 1926     | українська народна словесність                                      | 7 квітня 1924     |         |
| Гнєденко Борис Володимирович                                                                       | 1 січня 1912                 | 27 грудня 1995    | математика                                                          | 30 червня 1948    |         |
| Гожик Петро Федосійович                                                                            | 21 жовтня 1937               | 29 грудня 2020    | палеонтологія і стратиграфія                                        | 6 травня 2006     |         |
| Голубець Михайло Андрійович                                                                        | 30 жовтня 1930               | 14 серпня 2016    | геоботаніка                                                         | 18 травня 1990    |         |
| Гольдман Олександр Генріхович                                                                      | 3 лютого 1884                | 30 грудня 1971    | експериментальна фізика                                             | 29 червня 1929    |         |
| Гольцев Анатолій Миколайович                                                                       | 11 жовтня 1943               |                   | кріобіологія                                                        | 4 лютого 2009     |         |
| Гончар Олесь Терентійович                                                                          | 3 квітня 1918                | 14 липня 1995     | літературознавство                                                  | 29 березня 1978   |         |
| Гончарук Владислав Володимирович                                                                   | 20 жовтня 1941               |                   | хімія                                                               | 4 грудня 1997     |         |
| Гончарук Євген Гнатович                                                                            | 7 січня 1930                 | 19 квітня 2004    | гігієна                                                             | 25 листопада 1992 |         |
| Горбань Іван Степанович                                                                            | 7 жовтня 1928                | 30 січня 2000     | фізика твердого тіла                                                | 25 листопада 1992 |         |
| Горбачевський Іван Якович                                                                          | 15 травня 1854               | 24 травня 1942    | біохімія                                                            | 6 квітня 1925     |         |
| Горбулін Володимир Павлович                                                                        | 17 січня 1939                |                   | інформаційні технології та стратегічна безпека                      | 4 грудня 1997     |         |
| Гордон Володимир Михайлович                                                                        | 25 жовтня 1871               | 3 січня 1926      | цивільне право                                                      | 9 березня 1925    |         |
| Городиський Олександр Володимирович                                                                | 1 травня 1930                | 8 серпня 1992     | електрохімія                                                        | 29 березня 1978   |         |
| Грабар Володимир Еммануїлович                                                                      | 22 січня 1865                | 26 листопада 1956 | міжнародне право                                                    | 22 листопада 1926 |         |
| Граве Дмитро Олександрович                                                                         | 6 вересня 1863               | 19 грудня 1939    | математика                                                          | 8 березня 1920    |         |
| Гребень Леонід Кіндратович                                                                         | 17 серпня 1888               | 10 липня 1980     | тваринознавство                                                     | 30 червня 1948    |         |
| Григоренко Георгій Михайлович                                                                      | 24 серпня 1939               | 3 жовтня 2019     | матеріалознавство, електрометалургія                                | 4 лютого 2009     |         |
| Григоренко Ярослав Михайлович                                                                      | 12 жовтня 1927               | 18 січня 2022     | механіка                                                            | 25 листопада 1992 |         |
| Гриневич Феодосій Борисович                                                                        | 1 листопада 1922             | 24 червня 2015    | електричні вимірювання                                              | 26 грудня 1979    |         |
| Гриньов Борис Вікторович                                                                           | 1 квітня 1956                |                   | матеріалознавство, сцинтиляційні матеріали                          | 6 травня 2006     |         |
| Гришко Микола Миколайович                                                                          | 6 січня 1901                 | 3 січня 1964      | генетика і селекція рослин                                          | 22 лютого 1939    |         |
| Грищенко Валентин Іванович                                                                         | 27 листопада 1928            | 3 січня 2011      | кріобіологія і кріомедицина                                         | 15 січня 1988     |         |
| Гриднєв Віталій Никифорович                                                                        | 7 серпня 1908                | 20 червня 1990    | металургія і металознавство                                         | 20 грудня 1967    |         |
| Грінченко Віктор Тимофійович                                                                       | 4 жовтня 1937                |                   | механіка                                                            | 14 квітня 1995    |         |
| Гродзинський Андрій Михайлович                                                                     | 3 грудня 1926                | 17 грудня 1988    | фізіологія рослин                                                   | 26 грудня 1979    |         |
| Гродзинський Дмитро Михайлович                                                                     | 5 серпня 1929                | 10 серпня 2016    | радіобіологія                                                       | 18 травня 1990    |         |
| Грушевський Михайло Сергійович                                                                     | 30 вересня 1866              | 25 листопада 1934 | історія України                                                     | 1 травня 1924     |         |
| Губергріц Макс Мойсейович                                                                          | 19 січня 1886                | 6 травня 1951     | терапія                                                             | 30 червня 1948    |         |
| Губерський Леонід Васильович                                                                       | 4 жовтня 1941                |                   | філософія                                                           | 16 травня 2003    |         |
| Гудзій Микола Каленикович                                                                          | 3 травня 1887                | 29 жовтня 1965    | літературознавство                                                  | 12 лютого 1945    |         |
| Гузь Олександр Миколайович                                                                         | 29 січня 1939                |                   | механіка                                                            | 23 березня 1978   |         |
| Гулий Максим Федотович                                                                             | 3 березня 1905               | 23 травня 2007    | біохімія тварин                                                     | 23 січня 1957     |         |
| Гуляєв Олексій Михайлович                                                                          | 1 березня 1863               | 27 листопада 1923 | цивільне право                                                      | 25 червня 1923    |         |
| Гутиря Віктор Степанович                                                                           | 11 вересня 1910              | 21 жовтня 1983    | хімія нафти                                                         | 18 квітня 1961    |         |
| Д                                                                                                  |                              |                   |                                                                     |                   |         |
| ПІБ                                                                                                | дата народження              | дата смерті       | галузь                                                              | обраний           | портрет |
| Давиденков Микола Миколайович                                                                      | 26 березня 1879              | 29 вересня 1962   | металургія сталі та феросплавів                                     | 22 лютого 1939    |         |
| Давидов Олександр Сергійович                                                                       | 26 грудня 1912               | 19 лютого 1993    | теоретична фізика                                                   | 10 червня 1964    |         |
| Далецький Юрій Львович                                                                             | 16 грудня 1926               | 12 грудня 1997    | математика                                                          | 25 листопада 1992 |         |
| Данилевський Василь Якович                                                                         | 13 січня 1852                | 25 лютого 1939    | фізіологія                                                          | 12 квітня 1926    |         |
| Данилевський Віктор Васильович                                                                     | 4 вересня 1898               | 9 серпня 1960     | історія техніки                                                     | 30 червня 1948    |         |
| Данилишин Богдан Михайлович                                                                        | 6 червня 1965                |                   | економіка природокористування                                       | 4 лютого 2009     |         |
| Данилов Віталій Іванович                                                                           | 10 квітня 1902               | 19 березня 1954   | фізика                                                              | 19 травня 1951    |         |
| Данилюк Іван Ілліч                                                                                 | 3 грудня 1931                | 5 листопада 1988  | диференціальні рівняння                                             | 15 січня 1988     |         |
| Дейнека Василь Степанович                                                                          | 28 грудня 1949               | 17 лютого 2014    | інформатика                                                         | Квітень 2011      |         |
| Делімарський Юрій Костянтинович                                                                    | 6 травня 1904                | 2 червня 1990     | хімія                                                               | 1957              |         |
| Дзеверін Ігор Олександрович                                                                        | 5 листопада 1929             | 12 лютого 2001    | літературознавство                                                  | 15 січня 1988     |         |
| Дзюба Іван Михайлович                                                                              | 26 липня 1931                | 22 лютого 2022    | літературознавство                                                  | 25 листопада 1992 |         |
| Дибан Євген Павлович                                                                               | 13 грудня 1925               | 31 березня 1996   | теплотехніка                                                        | 25 вересня 1989   |         |
| Динник Олександр Миколайович                                                                       | 31 січня 1876                | 22 вересня 1950   | механіка                                                            | 1929              |         |
| Дмитренко Ігор Михайлович                                                                          | 24 липня 1928                | 17 травня 2009    | фізика                                                              |                   |         |
| Доброхотов Микола Миколайович                                                                      | 26 березня 1889              | 15 жовтня 1963    | металургія                                                          | 1939              |         |
| Доленко Григорій Назарович                                                                         | 24 лютого 1917               | 16 грудня 1990    | геологія                                                            | 1979              |         |
| Долінський Анатолій Андрійович                                                                     | 21 липня 1931                | 31 травня 2022    | теплоенергетика                                                     | 1988              |         |
| Долішній Мар'ян Іванович                                                                           | 1 травня 1936                | 22 серпня 2006    | економіка                                                           | 1997              |         |
| Дончик Віталій Григорович                                                                          | 15 квітня 1932               | 18 листопада 2017 | філологія                                                           | 6 травня 2006     |         |
| Дроботько Віктор Григорович                                                                        | 23 листопада 1885            | 10 вересня 1966   | мікробіологія                                                       | 1948              |         |
| Дудко Данило Андрійович                                                                            | 28 липня 1921                | 2 лютого 2009     | зварювання                                                          | 1978              |         |
| Думанський Антон Володимирович                                                                     | 20 червня 1880               | 14 травня 1967    | хімія                                                               | 12 лютого 1945    |         |
| Душечкін Олександр Іванович                                                                        | 13 липня 1874                | 8 квітня 1956     | агрохімія                                                           | 13 лютого 1945    |         |
| Е                                                                                                  |                              |                   |                                                                     |                   |         |
| ПІБ                                                                                                | дата народження              | дата смерті       | галузь                                                              | обраний           | портрет |
| Ейхенвальд Олександр Олександрович                                                                 | 1 квітня 1864                | 12 вересня 1944   | фізика                                                              | 15 червня 1919    |         |
| Є                                                                                                  |                              |                   |                                                                     |                   |         |
| ПІБ                                                                                                | дата народження              | дата смерті       | галузь                                                              | обраний           | портрет |
| Єгоров Віктор Миколайович припинено членство в НАН України за власним бажанням 15 червня 2022 року | 21 травня 1940               |                   | екосистемологія                                                     | 13 квітня 2012    |         |
| Єльська Ганна Валентинівна                                                                         | 15 жовтня 1940               |                   | молекулярна біологія                                                | 25 листопада 1992 |         |
| Єременко Валентин Никифорович                                                                      | 12.08.1911                   | 31.10.1992        | матеріалознавство, порошкова металургія                             | 26.12.1969        |         |
| Єременко Віктор Валентинович                                                                       | 26 липня 1932                | 2 травня 2017     | фізика твердого тіла                                                | 29.03.1978        |         |
| Єремеєв Валерій Миколайович                                                                        | 12 січня 1942                | 31 жовтня 2020    | океанологія                                                         | 04.12.1997        |         |
| Єрмольєв Юрій Михайлович                                                                           | 03.11.1936                   | 01.10.2022        | математична кібернетика                                             | 15.01.1988        |         |
| Єфименко Петро Петрович                                                                            | 21.11.1884                   | 18.04.1969        | археологія                                                          | 12.02.1945        |         |
| Єфімов Андрій Семенович                                                                            | 10 листопада 1928            | 19 січня 2017     | ендокринологія                                                      | 25.11.1992        |         |
| Єфімов Віктор Олексійович                                                                          | 05.03.1921                   | 03.12.2002        | металургія, технологія металів                                      | 27.12.1973        |         |
| Єфремов Сергій Олександрович                                                                       | 10.06.1876                   | 31.03.1939        | літературознавство                                                  |                   |         |
| Ж                                                                                                  |                              |                   |                                                                     |                   |         |
| ПІБ                                                                                                | дата народження              | дата смерті       | галузь                                                              | обраний           | портрет |
| Жулинський Микола Григорович                                                                       | 1 квітня 1940                |                   | українська література                                               | 25 листопада 1992 |         |
| 3                                                                                                  |                              |                   |                                                                     |                   |         |
| ПІБ                                                                                                | дата народження              | дата смерті       | галузь                                                              | обраний           | портрет |
| Забігайло Володимир Юхимович                                                                       | 28 червня 1934               | 15 серпня 1996    | геологія                                                            | 1990              |         |
| Заболотний Данило Кирилович                                                                        | 28 грудня 1866               | 15 грудня 1929    | мікробіологія                                                       | 1922              |         |
| Загородній Анатолій Глібович                                                                       | 29 січня 1951                |                   | теоретична фізика                                                   | 6 травня 2006     |         |
| Зайцев Ювеналій Петрович                                                                           | 18 квітня 1924               | 8 січня 2020      | гідробіологія                                                       | 4 грудня 1997     |         |
| Затонський Володимир Петрович                                                                      | 8 серпня 1888                | 29 липня 1938     | хімія                                                               | 1936              |         |
| Затонський Дмитро Володимирович                                                                    | 2 липня 1922                 | 7 червня 2009     | літературознавство                                                  | 18 травня 1990    |         |
| Згуровський Михайло Захарович                                                                      | 30 січня 1950                |                   | інформатика та обчислювальні системи                                | 14.04.1995        |         |
| Зеленський Віктор Федотович                                                                        | 18.02.1929                   | 12.03.2017        | фізика твердого тіла, радіаційне матеріалознавство                  | 15.01.1988        |         |
| Зеров Дмитро Костянтинович                                                                         | 20 вересня 1895              | 20 грудня 1971    | ботаніка                                                            | 1948              |         |
| Зозуля Юрій Панасович                                                                              | 23.12.1927                   | 24.11 2021        | нейрохірургія                                                       | 2009              |         |
| І                                                                                                  |                              |                   |                                                                     |                   |         |
| ПІБ                                                                                                | дата народження              | дата смерті       | галузь                                                              | обраний           | портрет |
| Іванов Вадим Миколайович                                                                           | 30 квітня 1892               | 15 січня 1962     | медицина                                                            | 1957              |         |
| Іванов Віктор Євгенович                                                                            | 22.11.1908                   | 24.12.1980        | фізика                                                              | 1967              |         |
| Іванов Віталій Олександрович                                                                       | 4 вересня 1946               | 22 червня 2019    | фізика моря                                                         | 04.02.2009        |         |
| Івасишин Орест Михайлович                                                                          | 8 листопада 1946             |                   | фізика металів                                                      | 2003              |         |
| Івахненко Олексій Григорович                                                                       | 30 березня 1913              | 16 жовтня 2007    | кібернетика і математичне моделювання                               | 16 травня 2003    |         |
| Івченко Олександр Георгійович                                                                      | 23 листопада 1903            | 1 липня 1968      | авіаційні двигуни                                                   | 1964              |         |
| Ігнатовський Всеволод Макарович                                                                    | 19.04.1881                   | 04.02.1931        | історія                                                             | 1929              |         |
| Ізотов Юрій Іванович                                                                               | 26 лютого 1952               |                   | астрофізика                                                         | 04.02.2009        |         |
| Іконников Володимир Степанович                                                                     | 21 грудня 1841               | 26 листопада 1923 | історія                                                             | 1921              |         |
| Ісаєвич Ярослав Дмитрович                                                                          | 7 березня 1936               | 24 червня 2010    | історія                                                             | 1994              |         |
| Ісаченко Борис Лаврентійович                                                                       | 14 червня 1871               | 17 листопада 1948 | мікробіологія                                                       | 13.02.1945        |         |
| Ішлінський Олександр Юлійович                                                                      | 6 серпня 1913                | 7 лютого 2003     | механіка, математика                                                | 1948              |         |
| К                                                                                                  |                              |                   |                                                                     |                   |         |
| ПІБ                                                                                                | дата народження              | дата смерті       | галузь                                                              | обраний           | портрет |
| Кавецький Ростислав Євгенович                                                                      | 1 грудня 1899                | 12 жовтня 1978    | патофізіологія                                                      | 19 травня 1951    |         |
| Калинович Михайло Якович                                                                           | 13 жовтня 1888               | 16 січня 1949     | мовознавство                                                        | 1939              |         |
| Камалов Герберт Леонович                                                                           | 8 червня 1940                | 14 травня 2025    | фізична хімія                                                       | 04.02.2009        |         |
| Карп Ігор Миколайович                                                                              | 23 червня 1932               | 29 квітня 2021    | енергетика                                                          | 25.11.1992        |         |
| Карпенко Георгій Володимирович                                                                     | 6 червня 1910                | 15 листопада 1977 | фізико-хімічна механіка матеріалів                                  | 1967              |         |
| Карпінський Олександр Петрович                                                                     | 26 грудня 1846               | 15 липня 1936     | геологія                                                            | 1925              |         |
| Касьяненко Володимир Григорович                                                                    | 16 листопада 1901            | 18 січня 1981     | зоологія                                                            | 19 травня 1951    |         |
| Кащенко Микола Феофанович                                                                          | 7 травня 1855                | 29 березня 1935   | біологія                                                            | 1918              |         |
| Квасницький Олексій Володимирович                                                                  | 24 лютого 1900               | 27 листопада 1989 | Фізіологія                                                          | 1951              |         |
| Кириленко Олександр Васильович                                                                     | 20.05.1950                   |                   | електротехніка та енергетика                                        | 2006              |         |
| Кислий Павло Степанович                                                                            | 5 березня 1933               | 2 грудня 2019     | металознавство                                                      | 1992              |         |
| Ківа Дмитро Семенович                                                                              | 8 жовтня 1942                | 24 липня 2024     | літакобудування                                                     | 2012              |         |
| Кільчевський Микола Олександрович                                                                  | 15 червня 1909               | 14 червня 1979    | механіка і математика                                               | 26 грудня 1969    |         |
| Кіпріанов Андрій Іванович                                                                          | 16 липня 1896                | 29 вересня 1972   | хімія                                                               | 1945              |         |
| Кірсанов Олександр Васильович                                                                      | 2 листопада 1902             | 19 травня 1992    | хімія                                                               | 1961              |         |
| Кістяківський Богдан Олександрович                                                                 | 16 листопада 1868            | 16 квітня 1920    | правознавство                                                       | 1919              |         |
| Кістяківський Володимир Олександрович                                                              | 12 жовтня 1865               | 19 жовтня 1952    | хімія                                                               | 1919              |         |
| Книшов Геннадій Васильович                                                                         | 6 серпня 1934                | 1 листопада 2015  | молекулярна біологія, фізіологія                                    | травень 2006      |         |
| Коваленко Анатолій Дмитрович                                                                       | 16 січня 1905                | 19 вересня 1973   | механіка                                                            | 1961              |         |
| Коваленко Ігор Миколайович                                                                         | 16 березня 1935              | 19 жовтня 2019    | математична теорія надійності                                       | 29.03.1978        |         |
| Козлов Петро Кузьмич                                                                               | 15 жовтня 1863               | 26 вересня 1935   | географія                                                           | 1928              |         |
| Колесников Аркадій Георгійович                                                                     | 5 грудня 1907                | 4 квітня 1978     | фізика моря                                                         | 20.12.1967        |         |
| Колесса Філарет Михайлович                                                                         | 17 липня 1871                | 3 березня 1947    | етнографія                                                          | 1929              |         |
| Комар Антон Пантелеймонович                                                                        | 30 січня 1904                | 14 березня 1985   | фізика                                                              | 1948              |         |
| Комісаренко Василь Павлович                                                                        | 14 січня 1907                | 7 квітня 1993     | ендокринологія                                                      | 1951              |         |
| Комісаренко Сергій Васильович                                                                      | 9 липня 1943                 |                   | імунологія                                                          | 1991              |         |
| Кондуфор Юрій Юрійович                                                                             | 30 січня 1922                | 10 січня 1997     | історія                                                             | 28 березня 1985   |         |
| Коноваленко Олександр Олександрович                                                                | 27 лютого 1951               |                   | астрофізика                                                         | 2003              |         |
| Кононенко Віктор Олімпанович                                                                       | 11 вересня 1918              | 29 липня 1975     | механіка                                                            | 10 червня 1964    |         |
| Конюхов Станіслав Миколайович                                                                      | 12 квітня 1937               | 3 квітня 2011     | ракетно-космічна техніка                                            | 1992              |         |
| Копитов Віктор Филимонович                                                                         | 21 листопада 1906            | 22 жовтня 1990    | металургійна теплотехніка                                           | 1967              |         |
| Копнін Павло Васильович                                                                            | 27.01.1922                   | 27.06.1971        | філософія                                                           | 1967              |         |
| Корецький Володимир Михайлович                                                                     | 18 лютого 1890               | 25 липня 1984     | міжнародне право                                                    | 1948              |         |
| Корж Олексій Олександрович                                                                         | 23.04.1924                   | 01.11.2010        | ортопедія і травматологія                                           | 1992              |         |
| Корнєйчук Микола Павлович                                                                          | 22 січня 1920                | 22 липня 2003     | математика                                                          | 1972              |         |
| Корнійчук Олександр Євдокимович                                                                    | 25 травня 1905               | 14 травня 1972    | літературознавство                                                  | 22.02.1939        |         |
| Корноухов Микола Васильович                                                                        | 23 жовтня 1903               | 2 квітня 1958     | будівельна механіка                                                 | 1951              |         |
| Королюк Володимир Семенович                                                                        | 19 серпня 1925               | 4 квітня 2020     | математика                                                          | 1976              |         |
| Корчак-Чепурківський Овксентій Васильович                                                          | 28 лютого 1857               | 27 листопада 1947 | епідеміологія                                                       | 1921              |         |
| Корчевий Юрій Петрович                                                                             | 15 жовтня 1936               | 2 червня 2012     | теплоенергетика та теплофізика                                      | 1997              |         |
| Косинський Володимир Андрійович                                                                    | 13 серпня 1864               | 5 листопада 1938  | економіка                                                           | 1918              |         |
| Космодаміанський Олександр Сергійович                                                              | 24 березня 1923              | 12 червня 2005    | гірнича механіка                                                    | 18.05.1990        |         |
| Косоногов Йосип Йосипович                                                                          | 31 березня 1866              | 22 березня 1922   | фізика                                                              | 1922              |         |
| Косторнов Анатолій Григорович                                                                      | 20 листопада 1937            | 24 лютого 2022    | матеріалознавство                                                   | 16.05.2003        |         |
| Костюк Олександр Григорович                                                                        | 14 квітня 1933               | 9 листопада 2000  | мистецтвознавство                                                   | 04.12.1997        |         |
| Костюк Платон Григорович                                                                           | 20 серпня 1924               | 10 травня 2010    | фізіологія                                                          | грудень 1969      |         |
| Кошечко В'ячеслав Григорович                                                                       | 22.06.1946                   |                   | фізична хімія                                                       | 06.05.2006        |         |
| Кошляков Володимир Миколайович                                                                     | 21 грудня 1922               | 16 лютого 2009    | аналітична механіка                                                 | 25.11.1992        |         |
| Кравчук Михайло Пилипович                                                                          | 9 жовтня 1892                | 9 березня 1942    | математика                                                          | 29.06.1929        |         |
| Кремень Василь Григорович                                                                          | 25 червня 1947               |                   | філософія                                                           | 07.04.2000        |         |
| Кремньов Олег Олександрович                                                                        | 13 березня 1919              | 8 січня 1987      | промислова теплотехніка                                             | 2 квітня 1976     |         |
| Кржижановський Гліб Максиміліанович                                                                | 24 січня 1872                | 31 березня 1959   | енергетика                                                          | 29.06.1929        |         |
| Кривонос Юрій Георгійович                                                                          | 12 квітня 1939               | 12 лютого 2017    | комп'ютерні технології                                              | 04.02.2009        |         |
| Крилов Микола Митрофанович                                                                         | 29 листопада 1879            | 11 травня 1955    | математика                                                          | 02.01.1922        |         |
| Кримський Агатангел Юхимович                                                                       | 15 січня 1871                | 25 січня 1942     | філологія                                                           | 14.11.1918        |         |
| Крип'якевич Іван Петрович                                                                          | 25 червня 1886               | 21 квітня 1967    | історія України                                                     | 18.11.1958        |         |
| Кришталь Олег Олександрович                                                                        | 5 липня 1945                 |                   | фізіологія людини і тварин                                          | 04.12.1997        |         |
| Криштофович Африкан Миколайович                                                                    | 8 листопада 1885             | 8 листопада 1953  | палеоботаніка                                                       | 12.02.1945        |         |
| Кубенко Веніамін Дмитрович                                                                         | 19 липня 1938                |                   | механіка                                                            | 16.05.2003        |         |
| Кузнецов Мефодій Іванович                                                                          | 02.07.1879                   | 09.11.1950        | хімічна технологія                                                  | 22.02.1939        |         |
| Кулешов Микола Миколайович                                                                         | 17 грудня 1890               | 19 січня 1968     | рослинознавство                                                     | 19.05.1951        |         |
| Кулик Михайло Миколайович                                                                          | 19 вересня 1940              |                   | загальна енергетика                                                 | 07.04.2000        |         |
| Куліш Євген Олексійович                                                                            | 05.11.1931                   | 21 жовтня 2010    | сировинна база атомної енергетики                                   | 06.05.2006        |         |
| Кульський Леонід Адольфович                                                                        | 10 квітня 1903               | 25 листопада 1993 | хімія і технологія очищення води                                    | 26.12.1969        |         |
| Кундієв Юрій Ілліч                                                                                 | 2 жовтня 1927                | 17 січня 2017     | гігієна                                                             | 26.12.1979        |         |
| Кунцевич Всеволод Михайлович                                                                       | 15 березня 1929              | 27 лютого 2022    | системи керування                                                   | 25.11.1992        |         |
| Купала Янка (Луцевич Іван Домінікович)                                                             | 07.07.1882                   | 28.06.1942        | літературознавство                                                  | 29.06.1929        |         |
| Курас Іван Федорович                                                                               | 3 жовтня 1939                | 16 жовтня 2005    | політологія                                                         | 14.04.1995        |         |
| Курдюмов Георгій В'ячеславович                                                                     | 1 лютого 1902                | 7 липня 1996      | металофізика                                                        | 22.02.1939        |         |
| Курнаков Микола Семенович                                                                          | 12.06.1860                   | 19.03.1941        | хімія                                                               | 1926              |         |
| Кухар Валерій Павлович                                                                             | 26 січня 1942                | 28 березня 2017   | органічна хімія                                                     | 28.03.1985        |         |
| Кухтенко Олександр Іванович                                                                        | 11 березня 1914              | 18 грудня 1994    | технічна кібернетика                                                | 17.03.1972        |         |
| Куценко Володимир Ілліч                                                                            | 18 лютого 1921               | 6 січня 1998      | філософія                                                           | 28.03.1985        |         |
| Кучер Роман Володимирович                                                                          | 12.03.1925                   | 24.09.1991        | фізична хімія                                                       | 17.03.1972        |         |
| Кучеренко Микола Євдокимович                                                                       | 8 листопада 1939             | 25 лютого 2007    | радіаційна біохімія                                                 | 07.04.2000        |         |
| Кучук-Яценко Сергій Іванович                                                                       | 2 серпня 1930                | 22 березня 2021   | технологія металів                                                  | 15.01.1988        |         |
| Л                                                                                                  |                              |                   |                                                                     |                   |         |
| ПІБ                                                                                                | дата народження              | дата смерті       | галузь                                                              | обраний           | портрет |
| Лаврентьєв Михайло Олексійович                                                                     | 19 листопада 1900            | 15 жовтня 1980    | математика                                                          | 22.02.1939        |         |
| Лазаренко Євген Костянтинович                                                                      | 26 грудня 1912               | 1 січня 1979      | мінералогія                                                         | 26.12.1969        |         |
| Лазарєв Борис Георгійович                                                                          | 6 серпня 1906                | 20 березня 2001   | фізика                                                              | 19.05.1951        |         |
| Лазарян Всеволод Арутюнович                                                                        | 16 жовтня 1909               | 24 грудня 1978    | механіка машинобудування                                            | 17.03.1972        |         |
| Лашкарьов Вадим Євгенович                                                                          | 7 жовтня 1903                | 1 грудня 1974     | фізика                                                              | 12.02.1945        |         |
| Лебедєв Євген Вікторович                                                                           | 7 вересня 1941               | 12 червня 2018    | хімічне матеріалознавство                                           | 16.05.2003        |         |
| Лебедєв Сергій Олексійович                                                                         | 2 листопада 1902             | 3 липня 1974      | електротехніка                                                      | 12.02.1945        |         |
| Лебедєв Анатолій Олексійович                                                                       | 1 лютого 1931                | 28 березня 2012   | механіка                                                            | 15.01.1988        |         |
| Лебедєв Володимир Костянтинович                                                                    | 6 червня 1922                | 23 травня 2008    | електротермія                                                       | 17.03.1972        |         |
| Левенець Юрій Анатолійович                                                                         | 6 серпня 1961                | 8 жовтня 2013     | етнополітологія                                                     | 04.02.2009        |         |
| Левитський Володимир Фавстович                                                                     | 6 червня 1854                | 26 жовтня 1939    | історія народного господарства                                      | 09.03.1925        |         |
| Левицький Орест Іванович                                                                           | 25 грудня 1848               | 9 травня 1922     | історія                                                             | 14.11.1918        |         |
| Лейпунський Олександр Ілліч                                                                        | 7 грудня 1903                | 14 серпня 1972    | фізика                                                              | 27.05.1934        |         |
| Леонтович Олександр Васильович                                                                     | 1 листопада 1869             | 15 грудня 1943    | фізіологія, нейрогістологія                                         | 29.06.1929        |         |
| Летичевський Олександр Адольфович                                                                  | 3 травня 1935                | 19 серпня 2019    | інформатика                                                         | 04.02.2009        |         |
| Липський Володимир Іполитович                                                                      | 11 березня 1863              | 24 лютого 1937    | ботаніка                                                            | 17.05.1919        |         |
| Лисенко Трохим Денисович                                                                           | 29 вересня 1898              | 20 листопада 1976 | генетика, агробіологія                                              | 27.05.1934        |         |
| Лисиця Михайло Павлович                                                                            | 15 січня 1921                | 10 січня 2012     | фізика твердого тіла, спектроскопія, оптоелектроніка                | 01.04.1982        |         |
| Лисін Борис Савелійович                                                                            | 4 серпня 1883                | 22 листопада 1970 | хімія і технологія силікатів                                        | 22.02.1939        |         |
| Литвин Володимир Михайлович                                                                        | 28 квітня 1956               |                   | новітня історія України                                             | 16.04.2003        |         |
| Литвиненко Леонід Миколайович                                                                      | 7 травня 1938                | 27 лютого 2023    | астрономія і радіоастрономія                                        | 25.11.1992        |         |
| Литвиненко Леонід Михайлович                                                                       | 12 січня 1921                | 26 жовтня 1983    | органічна хімія                                                     | 17.12.1965        |         |
| Лібанова Елла Марленівна                                                                           | 12 лютого 1950               |                   | соціоекономіка                                                      | 04.02.2009        |         |
| Ліпатов Юрій Сергійович                                                                            | 10 липня 1927                | 31 серпня 2007    | хімія високомолекулярних сполук                                     | 27.12.1973        |         |
| Ліфшиць Ілля Михайлович                                                                            | 13 січня 1917                | 23 жовтня 1982    | фізика                                                              | 20.12.1967        |         |
| Лішко Валерій Казимирович                                                                          | 26 жовтня 1937               |                   | молекулярна біологія і генетика                                     | 01.04.1982        |         |
| Лобанов Леонід Михайлович                                                                          | 29 вересня 1940              |                   | матеріалознавство                                                   | 04.12.1997        |         |
| Лобода Андрій Митрофанович                                                                         | 26 червня 1871               | 1 січня 1931      | етнографія                                                          | 13.02.1922        |         |
| Логвинович Георгій Володимирович                                                                   | 28 січня 1913                | 10 лютого 2002    | гідромеханіка                                                       | 20.12.1967        |         |
| Лозинський Мирон Онуфрійович                                                                       | 22 серпня 1933               | 19 січня 2011     | хімія                                                               | 07.04.2000        |         |
| Локтєв Вадим Михайлович                                                                            | 3 травня 1945                |                   | теоретична фізика, фізика надпровідності                            | 16.05.2003        |         |
| Лопатинський Ярослав Борисович                                                                     | 9 листопада 1906             | 10 березня 1981   | математика                                                          | 17.12.1965        |         |
| Лотарев Володимир Олексійович                                                                      | 15 листопада 1914            | 20 липня 1994     | машинобудування                                                     | 28.03.1985        |         |
| Луговцов Максим Власович                                                                           | 11 травня 1885               | 7 червня 1956     | металургія                                                          | 22.02.1939        |         |
| Лукінов Іван Іларіонович                                                                           | 5 жовтня 1927                | 4 грудня 2004     | економіка сільського господарства                                   | 02.04.1976        |         |
| Луковський Іван Олександрович                                                                      | 24 вересня 1935              | 15 травня 2024    | математика                                                          | 07.04.2000        |         |
| Лук'янова Олена Михайлівна                                                                         | 13 січня 1923                | 15 серпня 2014    | педіатрія                                                           | 25.11.1992        |         |
| Лучицький Володимир Іванович                                                                       | 2 травня 1877                | 20 жовтня 1949    | петрографія                                                         | 12.02.1945        |         |
| Любименко Володимир Миколайович                                                                    | 16 січня 1873                | 14 вересня 1937   | ботаніка                                                            | 29.06.1929        |         |
| Лялько Вадим Іванович                                                                              | 1 вересня 1931               | 24 вересня 2022   | географія, дистанційні дослідження природних ресурсів               | 12.05.2010        |         |
| Ляшко Іван Іванович                                                                                | 9 вересня 1922               | 29 березня 2008   | економічна кібернетика                                              | 27.12.1973        |         |
| Лященко Петро Іванович                                                                             | 22 жовтня 1876               | 24 липня 1955     | економіка, історія народного господарства                           | 12.02.1945        |         |
| М                                                                                                  |                              |                   |                                                                     |                   |         |
| ПІБ                                                                                                | дата народження              | дата смерті       | галузь                                                              | обраний           | портрет |
| Магура Ігор Сильвестрович                                                                          | 22 листопада 1928            | 2 квітня 2022     | нейрофізіологія                                                     | 14.04.1995        |         |
| Майстренко Олександр Юрійович                                                                      | 08.09.1956                   | 17.12.2011        | енергомашинобудування                                               | 04.02.2009        |         |
| Макаров Володимир Леонідович                                                                       | 11 серпня 1941               |                   | математика                                                          | 04.02.2009        |         |
| Макарченко Олександр Федорович                                                                     | 22 жовтня 1903               | 5 липня 1979      | нейрофізіологія                                                     | 18.04.1961        |         |
| Мала Любов Трохимівна                                                                              | 13 січня 1919                | 14 квітня 2003    | терапія                                                             | 25.11.1992        |         |
| Малахов Георгій Михайлович                                                                         | 29 березня 1907              | 2 липня 2001      | гірнича справа                                                      | 20.12.1967        |         |
| Малиновський Іоанникій Олексійович                                                                 | 4 (16) листопада 1868        | 12 січня 1932     |                                                                     | квітень 1925      |         |
| Мамутов Валентин Карлович                                                                          | 30 січня 1928                | 15 березня 2018   | право                                                               | 15.01.1988        |         |
| Манжелій Вадим Григорович                                                                          | 3 травня 1933                | 20 серпня 2013    | експериментальна фізика                                             | 18.05.1990        |         |
| Мануїльський Дмитро Захарович                                                                      | 3 жовтня 1883                | 22 лютого 1959    | історія України                                                     | 12.02.1945        |         |
| Маркевич Олександр Прокопович                                                                      | 19 березня 1905              | 23 квітня 1999    | зоологія безхребетних                                               | 23.01.1957        |         |
| Маркелов Григорій Іванович                                                                         | 7 лютого 1880                | 8 квітня 1952     | невропатологія                                                      | 22.02.1939        |         |
| Марковський Леонід Миколайович                                                                     | 21 листопада 1939            | 3 лютого 1998     | органічна хімія                                                     | 15.01.1988        |         |
| Мартинюк Анатолій Андрійович                                                                       | 6 березня 1941               |                   | механіка                                                            | 04.02.2009        |         |
| Марченко Володимир Олександрович                                                                   | 7 липня 1922                 |                   | математична фізика                                                  | 26.12.1969        |         |
| Матвєєв Валентин Володимирович                                                                     | 10 листопада 1929            |                   | механіка                                                            | 06.05.2006        |         |
| Махненко Володимир Іванович                                                                        | 27 жовтня 1931               | 2 січня 2013      | матеріалознавство, міцність матеріалів                              | 18.05.1990        |         |
| Мацевитий Юрій Михайлович                                                                          | 24 лютого 1934               |                   | теплофізика                                                         | 16.05.2003        |         |
| Мацука Геннадій Харлампійович                                                                      | 5 вересня 1930               | 27 травня 2017    | молекулярна біологія і генетика                                     | 28.03.1985        |         |
| Мацуревич Іполит Купріянович                                                                       | 31 січня 1882                | 22 липня 1939     | хімія                                                               | 22.02.1939        |         |
| Мачулін Володимир Федорович                                                                        | 23 квітня 1950               | 27 березня 2014   | фізика і діагностика наносистем                                     | 04.02.2009        |         |
| Медовар Борис Ізраїльович                                                                          | 29 березня 1916              | 19 березня 2000   | металургія, технологія металів                                      | 27.12.1973        |         |
| Мельников-Разведенков Микола Федорович                                                             | 24 грудня 1866               | 20 грудня 1937    | патологоанатомія                                                    | 03.05.1927        |         |
| Мельничук Дмитро Олексійович                                                                       | 5 листопада 1943             |                   | біохімія                                                            | 04.12.1997        |         |
| Мельничук Олександр Савич                                                                          | 12 липня 1921                | 19 березня 1997   | мовознавство                                                        | 28.03.1985        |         |
| Митропольський Юрій Олексійович                                                                    | 3 січня 1917                 | 14 червня 2008    | математична фізика                                                  | 18.04.1961        |         |
| Михалевич Володимир Сергійович                                                                     | 10 березня 1930              | 16 грудня 1994    | економічна кібернетика                                              | 27.12.1973        |         |
| Міщенко Федір Іванович                                                                             | 12 липня 1874                | 1933              | історія                                                             | 1920              |         |
| Мовчан Борис Олексійович                                                                           | 9 січня 1928                 | 15 листопада 2019 | матеріалознавство, міцність матеріалів                              | 29.03.1978        |         |
| Мойбенко Олексій Олексійович                                                                       | 7 жовтня 1931                | 08.05.2015        | патофізіологія, імунологія                                          | 11.04.1991        |         |
| Монченко Владислав Іванович                                                                        | 2 квітня 1932                | 8 лютого 2016     | зоологія                                                            | 16.05.2003        |         |
| Моргун Володимир Васильович                                                                        | 10 березня 1938              |                   | генетика і селекція                                                 | 18.05.1990        |         |
| Морозов Анатолій Олексійович                                                                       | 9 травня 1939                |                   | фізико-математичні науки                                            | 6 березня 2015    |         |
| Моссаковський Володимир Іванович                                                                   | 27.08.1919                   | 13.07.2006        | механіка машинобудування                                            | 17.03.1972        |         |
| Н                                                                                                  |                              |                   |                                                                     |                   |         |
| ПІБ                                                                                                | дата народження              | дата смерті       | галузь                                                              | обраний           | портрет |
| Навакатікян Олександр Оганесович                                                                   | 29.04.1925                   | 03.11.2006        | патофізіологія                                                      | 25.11.1992        |         |
| Навашин Сергій Гаврилович                                                                          | 14 грудня 1857               | 10 грудня 1930    | ботаніка                                                            | 07.04.1924        |         |
| Назарчук Зіновій Теодорович                                                                        | 12 квітня 1952               |                   | матеріалознавство, діагностика матеріалів                           | 06.05.2006        |         |
| Найдек Володимир Леонтійович                                                                       | 9 серпня 1937                | 25 березня 2022   | матеріалознавство                                                   | 14.04.1995        |         |
| Найдіч Юрій Володимирович                                                                          | 6 серпня 1929                | 11 березня 2019   | матеріалознавство, паяння матеріалів                                | 15.01.1988        |         |
| Наумовець Антон Григорович                                                                         | 2 січня 1936                 | 25 червня 2025    | фізика поверхні                                                     | 04.12.1997        |         |
| Находкін Микола Григорович                                                                         | 25 січня 1925                | 3 липня 2018      | радіофізика, радіоастрономія                                        | 18.05.1990        |         |
| Неклюдов Іван Матвійович                                                                           | 10 лютого 1935               | 7 вересня 2024    | радіаційне матеріалознавство                                        | 30.04.2004        |         |
| Некрасов Зот Ілліч                                                                                 | 26 грудня 1907               | 1 грудня 1990     | металургія чавуну                                                   | 18.04.1961        |         |
| Нелєпо Борис Олексійович                                                                           | 15.08.1932                   | 04.07.2007        | фізика моря                                                         | 29.03.1978        |         |
| Немошкаленко Володимир Володимирович                                                               | 26 березня 1933              | 25 червня 2002    | фізика твердого тіла, спектроскопія, оптоелектроніка                | 01.04.1982        |         |
| Нікітін Володимир Миколайович                                                                      | 07.08.1907                   | 06.01.1993        | фізіологія                                                          | 20.12.1967        |         |
| Нікольський Олександр Михайлович                                                                   | 18 лютого 1858               | 8 грудня 1942     | зоологія                                                            | 03.05.1919        |         |
| Німець Олег Федорович                                                                              | 13 лютого 1922               | 29 травня 2002    | експериментальна ядерна фізика                                      | 29.03.1978        |         |
| Новицький Олексій Петрович                                                                         | 20 квітня 1862               | 24 вересня 1934   | історія мистецтва                                                   | 1922              |         |
| Новиченко Леонід Миколайович                                                                       | 31 березня 1914              | 22 листопада 1996 | літературознавство                                                  | 28.03.1985        |         |
| Новиков Микола Васильович                                                                          | 10 квітня 1932               | 7 квітня 2017     | матеріалознавство, технологія металів                               | 28.03.1985        |         |
| О                                                                                                  |                              |                   |                                                                     |                   |         |
| ПІБ                                                                                                | дата народження              | дата смерті       | галузь                                                              | обраний           | портрет |
| Овчаренко Федір Данилович                                                                          | 8 лютого 1913                | 25 грудня 1996    | колоїдна хімія                                                      | 18.04.1961        |         |
| Олійник Борис Ілліч                                                                                | 22 жовтня 1935               | 30 квітня 2017    | літературознавство                                                  | 18.05.1990        |         |
| Ольденбург Сергій Федорович                                                                        | 26.09.1863                   | 28.02.1934        | сходознавство                                                       | 01.10.1927        |         |
| Омельченко Федір Захарович                                                                         | 21 лютого 1865               | 4 лютого 1924     | патоморфологія, мікробіологія                                       | 01.01.1921        |         |
| Омеляновський Михайло Еразмович                                                                    | 1 лютого 1904                | 1 грудня 1979     | філософія                                                           | 30.06.1948        |         |
| Онищенко Олексій Мусійович                                                                         | 30.09.1928                   | 23.03.2006        | економіка агропромислового комплексу                                | 18.05.1990        |         |
| Онищенко Олексій Семенович                                                                         | 17 березня 1933              |                   | культурологія                                                       | 04.12.1997        |         |
| Оппоков Євген Володимирович                                                                        | 20 січня 1869                | 01 вересня 1938   | гідрологія                                                          | 29.06.1929        |         |
| Орженцький Роман Михайлович                                                                        | 28 лютого 1863               | 24 травня 1923    | статистика                                                          | 14.06.1919        |         |
| Орлов Єгор Іванович                                                                                | 14 лютого 1865               | 14 жовтня 1944    | хімічна технологія                                                  | 29.06.1929        |         |
| Орлов Олександр Якович                                                                             | 6 квітня 1880                | 28 січня 1954     | астрономія                                                          | 22.02.1939        |         |
| П                                                                                                  |                              |                   |                                                                     |                   |         |
| ПІБ                                                                                                | дата народження              | дата смерті       | галузь                                                              | обраний           | портрет |
| Павленко Георгій Євстафійович                                                                      | 13 (25) березня 1898         | 04 березня 1970   | гідромеханіка                                                       | 18.04.1961        |         |
| Павлова Марія Василівна                                                                            | 15 (27) червня 1854          | 23 грудня 1938    | палеозоологія                                                       | 07.04.1924        |         |
| Павлюк Степан Петрович                                                                             | 2 січня 1948                 |                   | етнологія                                                           | 04.02.2009        |         |
| Пак Вітольд Степанович                                                                             | 22 серпня 1888               | 30 травня 1965    | гірнича механіка                                                    | 19.05.1951        |         |
| Палагін Олександр Васильович                                                                       | 17 липня 1939                |                   | інформатика                                                         | 06.05.2006        |         |
| Паламарчук Максим Мартинович                                                                       | 9 (22) жовтня 1916           | 26 лютого 2000    | економіка промисловості                                             | 27.12.1973        |         |
| Палієнко Микола Іванович                                                                           | 25 листопада (7 грудня) 1869 | 11 листопада 1937 | право                                                               | 30.10.1930        |         |
| Палладін Олександр Володимирович                                                                   | 29 серпня (10 вересня) 1885  | 6 грудня 1972     | біохімія                                                            | 29.06.1929        |         |
| Панасюк Володимир Васильович                                                                       | 27 лютого 1926               | 17 липня 2023     | матеріалознавство, міцність матеріалів                              | 29.03.1978        |         |
| Парасюк Остап Степанович                                                                           | 20 грудня 1921               | 22 листопада 2007 | математична фізика                                                  | 10.06.1964        |         |
| Пасічник Митрофан Васильович                                                                       | 17 червня 1912               | 8 листопада 1996  | експериментальна ядерна фізика                                      | 18.04.1961        |         |
| Пастур Леонід Андрійович                                                                           | 23 серпня 1937               |                   | математика                                                          | 18.05.1990        |         |
| Патон Борис Євгенович                                                                              | 27 листопада 1918            | 19 серпня 2020    | електрозварювання                                                   | 18.11.1958        |         |
| Патон Євген Оскарович                                                                              | 4 березня 1870               | 12 серпня 1953    | електрозварювання, мостобудування                                   | 29.06.1929        |         |
| Пахомов Юрій Миколайович                                                                           | 15 липня 1928                | 22 жовтня 2014    | політична економія та соціальні проблеми економіки                  | 15.01.1988        |         |
| Пекар Соломон Ісакович                                                                             | 16 березня 1917              | 8 липня 1985      | теоретична фізика                                                   | 18.04.1961        |         |
| Пелетмінський Сергій Володимирович                                                                 | 14 лютого 1931               | 18 січня 2022     | теоретична фізика                                                   | 18.05.1990        |         |
| Перестюк Микола Олексійович                                                                        | 1 січня 1946                 | 25 січня 2024     | математичні проблеми механіки                                       | 04.02.2009        |         |
| Перетц Володимир Миколайович                                                                       | 31 січня 1870                | 24 вересня 1935   | історія української мови                                            | 31.05.1919        |         |
| Першин Павло Миколайович                                                                           | 4 січня 1891                 | 11 листопада 1970 | економіка                                                           | 30.06.1948        |         |
| Петрина Дмитро Якович                                                                              | 23 березня 1934              | 20 червня 2006    | математична фізика                                                  | 06.05.2006        |         |
| Петров Микола Іванович                                                                             | 24 квітня 1840               | 20 червня 1921    | літературознавство                                                  | 29.11.1918        |         |
| Петров Олексій Зиновійович                                                                         | 28 жовтня 1910               | 9 травня 1972     | математична фізика                                                  | 26.12.1969        |         |
| Пехньо Василь Іванович                                                                             | 7 червня 1952                | 20 січня 2024     | загальна хімія                                                      | 06.05 2021        |         |
| Пилипенко Анатолій Терентійович                                                                    | 20 квітня (3 травня) 1914    | 20 квітня 1993    | аналітична хімія                                                    | 02.04.1976        |         |
| Пилипенко Віктор Васильович                                                                        | 15.11.1935                   | 25.05.2015        | динаміка рушійних установок                                         | 01.04.1982        |         |
| Пирожков Сергій Іванович                                                                           | 20 червня 1948               |                   | демографія                                                          | 07.06.2000        |         |
| Писаренко Георгій Степанович                                                                       | 12 листопада) 1910           | 9 січня 2001      | механіка, міцність у машинобудуванні                                | 10.06.1964        |         |
| Писаржевський Лев Володимирович                                                                    | 13 лютого 1874               | 23 березня 1938   | хімія                                                               | 01.07.1925        |         |
| Півняк Геннадій Григорович                                                                         | 23 жовтня 1940               |                   | гірнича та металургійна електроенергетика                           | 04.12.1997        |         |
| Півторак Григорій Петрович                                                                         | 14 червня 1935               |                   | слов'янські мови                                                    | 04.02.2009        |         |
| Підгорний Анатолій Миколайович                                                                     | 5 квітня 1932                | 24 січня 1996     | енергетичне машинобудування                                         | 14.04.1995        |         |
| Підгорський Валентин Степанович                                                                    | 5 лютого 1937                |                   | мікробіологія                                                       | 06.05.2006        |         |
| Підоплічко Іван Григорович                                                                         | 2 серпня 1905                | 20 червня 1975    | зоологія і палеонтологія                                            | 20.12.1967        |         |
| Підстригач Ярослав Степанович                                                                      | 25 травня 1928               | 28 травня 1990    | механіка                                                            | 17.03.1972        |         |
| Пінчук Вадим Григорович                                                                            | 28 грудня 1930               | 29 березня 1996   | онкологія                                                           | 11.04.1991        |         |
| Плотников Володимир Олександрович                                                                  | 19 травня 1873               | 11 вересня 1947   | фізична хімія, електрохімія                                         | 23.02.1920        |         |
| Поваренних Олександр Сергійович                                                                    | 3 лютого 1915                | 4 березня 1986    | кристалохімія мінералів                                             | 27.12.1973        |         |
| Погорєлов Олексій Васильович                                                                       | 3 березня 1919               | 17 грудня 2002    | геометрія                                                           | 18.04.1961        |         |
| Погребняк Петро Степанович                                                                         | 10 липня 1900                | 25 липня 1976     | екологія рослин, ґрунтознавство, лісництво                          | 30.06.1948        |         |
| Полікарпов Геннадій Григорович                                                                     | (16 серпня 1929              | 11 серпня 2012    | радіобіологія                                                       | 18.05.1990        |         |
| Полуектов Микола Сергійович                                                                        | 26 жовтня 1910               | 15 квітня 1986    | аналітична хімія                                                    | 17.03.1972        |         |
| Поляков Микола Сергійович                                                                          | 17 травня 1903               | 5 грудня 1991     | гірнича справа                                                      | 20.12.1967        |         |
| Попов Анатолій Федорович                                                                           | 14 березня 1937              |                   | фізико-органічна хімія                                              | 16.05.2003        |         |
| Попович Мирослав Володимирович                                                                     | 12 квітня 1930               | 10 лютого 2018    | філософія                                                           | 16.05.2003        |         |
| Порфир'єв Володимир Борисович                                                                      | 8 липня 1899                 | 30 січня 1982     | геологія нафтових родовищ                                           | 23.01.1957        |         |
| Поспєлов Володимир Петрович                                                                        | 22 березня 1872              | 1 лютого 1949     | ентомологія                                                         | 20.02.1939        |         |
| Потураєв Валентин Микитович                                                                        | 18 січня 1922                | 29 грудня 2003    | гірнича механіка                                                    | 26.12.1979        |         |
| Походенко Віталій Дмитрович                                                                        | 9 січня 1936                 | 6 березня 2025    | фізична хімія                                                       | 28.03.1985        |         |
| Походня Ігор Костянтинович                                                                         | 24 січня 1927                | 11 травня 2015    | металургія, технологія металів                                      | 02.04.1976        |         |
| Прихотько Антоніна Федорівна                                                                       | 26 квітня 1906               | 29 вересня 1995   | фізика твердого тіла                                                | 10.06.1964        |         |
| Прісняков Володимир Федорович                                                                      | 18 червня 1937               | 28 листопада 2009 | механіка                                                            | 18.05.1990        |         |
| Проскура Георгій Федорович                                                                         | 16 квітня 1876               | 30 жовтня 1958    | аерогідромеханіка                                                   | 29.06.1929        |         |
| Протопопов Віктор Павлович                                                                         | 22 жовтня 1880               | 29 листопада 1957 | психіатрія                                                          | 12.02.1945        |         |
| Птуха Михайло Васильович                                                                           | 7 листопада 1884             | 3 жовтня 1961     | статистика                                                          | 23.02.1920        |         |
| Пузіков Вячеслав Михайлович                                                                        | 14.08.1947                   | 11.12.2014        | матеріалознавство, технологія монокристалічних матеріалів           | 04.02.2009        |         |
| Пухов Георгій Євгенович                                                                            | 23 серпня 1916               | 3 серпня 1998     | математика, обчислювальна техніка                                   | 20.12.1967        |         |
| Пучківська Надія Олександрівна                                                                     | 25 травня 1908               | 15 травня 2001    | офтальмологія                                                       | 25.11.1992        |         |
| Пфейффер Георгій Васильович                                                                        | 24 жовтня 1872               | 10 вересня 1946   | математика                                                          | 29.09.1920        |         |
| Пшеничний Борис Миколайович                                                                        | 24 квітня 1937               | 17 жовтня 2000    | системи керування рухомими об'єктами                                | 25.11.1992        |         |
| Р                                                                                                  |                              |                   |                                                                     |                   |         |
| ПІБ                                                                                                | дата народження              | дата смерті       | галузь                                                              | обраний           | портрет |
| Радченко Володимир Григорович                                                                      | 25 листопада 1952            |                   | екосистемологія                                                     | 04.02.2009        |         |
| Рвачов Володимир Логвинович                                                                        | 21.10.1926                   | 26.04.2005        | механіка                                                            | 29.03.1978        |         |
| Ревуцький Лев Миколайович                                                                          | 20 лютого 1889               | 30 березня 1977   | музикознавство                                                      | 23.01.1957        |         |
| Редько Володимир Никифорович                                                                       | 12 квітня 1937               |                   | інформаційні системи                                                | 07.04.2000        |         |
| Рильський Максим Тадейович                                                                         | 19 березня 1895              | 24 липня 1964     | літературознавство                                                  | 29.06.1943        |         |
| Різниченко Володимир Васильович                                                                    | 18 жовтня 1870               | 1 квітня 1932     | геологія                                                            | 29.06.1929        |         |
| Ройтер Володимир Андрійович                                                                        | 26.07.1903                   | 08.08.1973        | фізична хімія                                                       | 18.04.1961        |         |
| Романенко Віктор Дмитрович                                                                         | 29 листопада 1930            | 7 березня 2023    | гідробіологія прісних вод                                           | 15.01.1988        |         |
| Ромоданов Андрій Петрович                                                                          | 11 листопада 1920            | 5 серпня 1993     | нейрохірургія                                                       | 25.11.1992        |         |
| Руденко Леонід Григорович                                                                          | 24 серпня 1941               |                   | географія                                                           | 04.02.2009        |         |
| Рудницький Степан Львович                                                                          | 3 грудня 1877                | 3 листопада 1937  | географія                                                           | 29.06.1929        |         |
| Русанівський Віталій Макарович                                                                     | 25 червня 1931               | 29 січня 2007     | мовознавство                                                        | 01.04.1982        |         |
| С                                                                                                  |                              |                   |                                                                     |                   |         |
| ПІБ                                                                                                | дата народження              | дата смерті       | галузь                                                              | обраний           | портрет |
| Савін Гурій Миколайович                                                                            | 1 лютого 1907                | 28 жовтня 1975    | теорія пружності                                                    | 30.06.1948        |         |
| Самойленко Анатолій Михайлович                                                                     | 2 січня 1938                 | 4 грудня 2020     | математика                                                          | 14.04.1995        |         |
| Сапєгін Андрій Опанасович                                                                          | 11 грудня 1883               | 8 квітня 1946     | селекція                                                            | 29.06.1929        |         |
| Свєчников Василь Миколайович                                                                       | 6 січня 1891                 | 20 серпня 1981    | матеріалознавство                                                   | 22.02.1939        |         |
| Свєчников Сергій Васильович                                                                        | 21 липня 1926                | 13 квітня 2017    | оптоелектронне матеріалознавство                                    | 15.01.1988        |         |
| Свириденко Павло Олексійович                                                                       | 7 березня 1897               | 25 грудня 1971    | екологія і зоологія хребетних                                       | 30.06.1948        |         |
| Світальський Микола Гнатович                                                                       | 12 грудня 1884               | 15 вересня 1937   | мінералогія і петрографія                                           | 30.10.1930        |         |
| Сельський Володимир Олександрович                                                                  | 13 жовтня 1883               | 18 лютого 1951    | геологія                                                            | 22.02.1939        |         |
| Семененко Микола Пантелеймонович                                                                   | 16 листопада 1905            | 18 серпня 1996    | петрологія, рудні родовища                                          | 30.06.1948        |         |
| Семиноженко Володимир Петрович                                                                     | 9 червня 1950                |                   | матеріалознавство, надпровідні матеріали                            | 25.11.1992        |         |
| Семковський Семен Юлійович                                                                         | 15.03.1882                   | 18.03.1937        | філософія                                                           | 29.06.1929        |         |
| Сергєєв Володимир Григорович                                                                       | 5 березня 1914               | 29 квітня 2009    | автоматичне управління                                              | 01.04.1982        |         |
| Сергієнко Іван Васильович                                                                          | 13 серпня 1936               |                   | обчислювальна математика                                            | 15.01.1988        |         |
| Серенсен Сергій Володимирович                                                                      | 29 серпня 1905               | 2 травня 1977     | механіка, міцність у машинобудуванні                                | 22.02.1939        |         |
| Сєверцов Олексій Миколайович                                                                       | 23 вересня 1866              | 19 грудня 1936    | зоологія                                                            | 1925              |         |
| Сєрков Пилип Миколайович                                                                           | 9 жовтня 1908                | 1 серпня 2011     | фізіологія, медицина                                                | 29.03.1978        |         |
| Симінський Костянтин Костянтинович                                                                 | 5 березня 1879               | 13 червня 1932    | будівельна механіка                                                 | 1926              |         |
| Синельников Кирило Дмитрович                                                                       | 29 травня 1901               | 16 жовтня 1966    | фізика                                                              | 30.06.1948        |         |
| Синцов Дмитро Матвійович                                                                           | 8 листопада 1867             | 28 січня 1946     | математика                                                          | 22.02.1939        |         |
| Ситенко Олексій Григорович                                                                         | 12 лютого 1927               | 11 лютого 2002    | теоретична фізика                                                   | 01.04.1982        |         |
| Ситник Костянтин Меркурійович                                                                      | 3 червня 1926                | 22 липня 2017     | ботаніка                                                            | 27.12.1973        |         |
| Скаба Андрій Данилович                                                                             | 12 грудня 1905               | 26 червня 1986    | історія радянського суспільства                                     | 20.12.1967        |         |
| Скляренко Віталій Григорович                                                                       | 14 серпня 1937               | 20 липня 2020     | мовознавство                                                        | 16.05.2003        |         |
| Скок Володимир Іванович                                                                            | 4 червня 1932                | 20 грудня 2003    | фізіологія, медицина                                                | 26.12.1979        |         |
| Скопенко Віктор Васильович                                                                         | 12 грудня 1935               | 5 липня 2010      | неорганічна хімія                                                   | 15.01.1988        |         |
| Скороход Анатолій Володимирович                                                                    | 10 вересня 1930              | 3 січня 2011      | математика                                                          | 28.03.1985        |         |
| Скороход Валерій Володимирович                                                                     | 28 липня 1934                | 1 липня 2017      | матеріалознавство, порошкова металургія                             | 18.05.1990        |         |
| Скрипник Ганна Аркадіївна                                                                          | 9 вересня 1949               | 16 вересня 2024   | етнологія                                                           | 06.05.2006        |         |
| Скрипник Ігор Володимирович                                                                        | 13 листопада 1940            | 2 лютого 2005     | математика                                                          | 28.03.1985        |         |
| Скрипник Микола Олексійович                                                                        | 25 січня 1872                | 7 липня 1933      | історія                                                             | 29.06.1929        |         |
| Скурихін Володимир Ілліч                                                                           | 17 квітня 1926               | 28 серпня 2014    | системотехніка, теорія систем                                       | 29.03.1978        |         |
| Слабченко Михайло Єлисейович                                                                       | 9 липня 1882                 | 27 листопада 1952 | історія                                                             | 29.06.1929        |         |
| Слуцкін Абрам Олександрович                                                                        | 17 липня 1891                | 13.07.1950        | експериментальна фізика                                             | 30.06.1948        |         |
| Смаль-Стоцький Степан Йосипович                                                                    | 8 січня 1859                 | 17 серпня 1938    | мовознавство                                                        | 14.11.1918        |         |
| Смирнов Адріан Анатолійович                                                                        | 16 листопада 1908            | 6 грудня 1992     | металургія і металознавство                                         | 20.12.1967        |         |
| Смирнова-Замкова Олександра Іванівна                                                               | 31 травня 1880               | 22 вересня 1962   | патологічна анатомія                                                | 19.05.1951        |         |
| Смірнов Валерій Веніамінович                                                                       | 7 березня 1937               | 27 грудня 2002    | вірусологія і мікробіологія                                         | 28.03.1985        |         |
| Смолій Валерій Андрійович                                                                          | 1 січня 1950                 |                   | історія України                                                     | 14.04.1995        |         |
| Снітко Олег В'ячеславович                                                                          | 30.04.1928                   | 14.04.1990        | фізика                                                              | 28.03.1985        |         |
| Соботович Емлен Володимирович                                                                      | 25 листопада 1927            | 10 березня 2013   | геохімія навколишнього середовища                                   | 25.11.1992        |         |
| Созінов Олексій Олексійович                                                                        | 26 квітня 1930               | 4 серпня 2018     | генетика                                                            | 29.03.1978        |         |
| Соколов Юрій Матвійович                                                                            | 20 квітня 1889               | 15 січня 1941     | літературознавство, фольклористика                                  | 22.02.1939        |         |
| Соколовський Олексій Никанорович                                                                   | 13 березня 1884              | 25.04.1959        | агроґрунтознавство                                                  | 29.06.1929        |         |
| Солдаткін Олексій Петрович                                                                         | 25 лютого 1955               | 24 січня 2024     | молекулярна біологія                                                | 7 березня 2018    |         |
| Солнцев Сергій Іванович                                                                            | 13 жовтня 1872               | 13.03.1936        | економіка                                                           | 01.10.1927        |         |
| Срезневський Борис Ізмаїлович                                                                      | 31 березня 1857              | 24 березня 1934   | метеорологія                                                        | 19.04.1920        |         |
| Стариков Микола Антонович                                                                          | 2 квітня 1897                | 04.06.1961        | гірнича справа                                                      | 19.05.1951        |         |
| Старков Арсеній Вікторович                                                                         | 8 лютого 1874                | 18 грудня 1927    | медична біологія                                                    | 07.03.1921        |         |
| Стародубов Кирило Федорович                                                                        | 19 квітня 1904               | 8 жовтня 1984     | металознавство                                                      | 23.01.1957        |         |
| Старостенко Віталій Іванович                                                                       | 13 квітня 1935               |                   | геофізика                                                           | 18.05.1990        |         |
| Стеклов Володимир Андрійович                                                                       | 9 січня 1864                 | 30 травня 1926    | математика                                                          | 1925              |         |
| Стельмах Михайло Панасович                                                                         | 24 травня 1912               | 27 вересня 1983   | літературознавство                                                  | 29.03.1978        |         |
| Стешенко Микола Володимирович                                                                      | 28 листопада 1927            | 18 березня 2018   | астрономія, астрофізика                                             | 04.12.1997        |         |
| Стогній Борис Сергійович                                                                           | 18 березня 1936              |                   | енергетика                                                          | 18.05.1990        |         |
| Сторіжко Володимир Юхимович                                                                        | 26 жовтня 1935               |                   | фізика                                                              | 14.04.1995        |         |
| Стражеско Микола Дмитрович                                                                         | 29 грудня 1876               | 27 червня 1952    | терапія                                                             | 27.05.1934        |         |
| Стрелко Володимир Васильович                                                                       | 23 вересня 1937              | 5 січня 2021      | хімія адсорбентів і адсорбція                                       | 14.04.1995        |         |
| Студинський Кирило Йосипович                                                                       | 4 жовтня 1868                | 01.06.1941        | літературознавство                                                  | 23.06.1924        |         |
| Субботін Серафим Іванович                                                                          | 3 травня 1906                | 16 січня 1976     | геофізика                                                           | 18.04.1961        |         |
| Сумцов Микола Федорович                                                                            | 18 квітня 1854               | 12 вересня 1922   | українська народна словесність                                      | 25.01.1919        |         |
| Супруненко Микола Іванович                                                                         | 17 лютого 1900               | 11 вересня 1984   | історія України                                                     | 17.03.1972        |         |
| Супруненко Петро Михайлович                                                                        | 18 червня 1893               | 29 вересня 1938   | транспортна механіка                                                | 27.05.1934        |         |
| Сухомел Георгій Йосипович                                                                          | 09.11.1888                   | 18.07.1966        | гідравліка і гідромеханіка                                          | 19.05.1951        |         |
| Счастлівий Геннадій Григорович                                                                     | 5 січня 1930                 | 26 січня 2018     | міцність в енергетичному машинобудуванні                            | 15.01.1988        |         |
| Т                                                                                                  |                              |                   |                                                                     |                   |         |
| ПІБ                                                                                                | дата народження              | дата смерті       | галузь                                                              | обраний           | портрет |
| Таран-Жовнір Юрій Миколайович                                                                      | 26 червня 1927               | 18 серпня 2003    | матеріалознавство, технологія металів                               | 28.03.1985        |         |
| Тарановський Федір Васильович                                                                      | 12 (24) травня 1875          | 23 січня 1936     | історія держави та права                                            | 14 листопада 1918 |         |
| Тарасевич Лев Олександрович                                                                        | 14.02.1868                   | 12.06.1927        | загальна патологія, прикладна мікробіологія                         | 09.03.1925        |         |
| Тацій Василь Якович                                                                                | 13 січня 1940                | 28 вересня 2022   | правознавство                                                       | 04.12.1997        |         |
| Терновий Костянтин Сергійович                                                                      | 16 квітня 1924               | 26 жовтня 1997    | патофізіологія                                                      | 01.04.1982        |         |
| Тимофєєв Борис Борисович                                                                           | 18 жовтня 1915               | 2 грудня 2002     | системотехніка, теорія систем                                       | 29.03.1978        |         |
| Тимошенко Степан Прокопович                                                                        | 23 грудня 1878               | 29 травня 1972    | теорія пружності, будівельна механіка                               | 14.11.1918        |         |
| Тичина Павло Григорович                                                                            | 23 січня 1891                | 16 вересня 1967   | літературознавство                                                  | 29.06.1929        |         |
| Ткачук Лук'ян Григорович                                                                           | 28 жовтня 1902               | 20 червня 1981    | мінералогія і петрографія                                           | 17.03.1972        |         |
| Толочко Петро Петрович                                                                             | 21 лютого 1938               | 28 квітня 2024    | археологія                                                          | 18.05.1990        |         |
| Толубинський Всеволод Іванович                                                                     | 27 березня 1904              | 17 квітня 1988    | технічна теплофізика, теплоенергетика                               | 10.06.1964        |         |
| Топачевський Вадим Олександрович                                                                   | 16 липня 1930                | 9 листопада 2004  | зоологія                                                            | 25.11.1992        |         |
| Топачевський Олександр Вікторович                                                                  | 13 березня 1897              | 1 грудня 1975     | гідробіологія                                                       | 17.03.1972        |         |
| Третьяков Дмитро Костянтинович                                                                     | 5 листопада 1878             | 26 вересня 1950   | зоологія хребетних                                                  | 29.06.1929        |         |
| Трефілов Віктор Іванович                                                                           | 6 серпня 1930                | 14 квітня 2001    | фізика міцності                                                     | 27.12.1973        |         |
| Тронько Петро Тимофійович                                                                          | 12 липня 1915                | 12 вересня 2011   | історія СРСР                                                        | 29.03.1978        |         |
| Трощенко Валерій Трохимович                                                                        | 15 травня 1929               | 30 листопада 2022 | будівельна механіка                                                 | 26.12.1979        |         |
| Туган-Барановський Михайло Іванович                                                                | 20 січня 1865                | 21 січня 1919     | економіка                                                           | 14.11.1918        |         |
| Туниця Юрій Юрійович                                                                               | 19 травня 1941               |                   | маркетинг                                                           | 06.05.2006        |         |
| Тутковський Павло Аполлонович                                                                      | 1 березня 1858               | 3 червня 1930     | геологія                                                            | 1919              |         |
| У                                                                                                  |                              |                   |                                                                     |                   |         |
| ПІБ                                                                                                | дата народження              | дата смерті       | галузь                                                              | обраний           | портрет |
| Усиков Олександр Якович                                                                            | 11 січня 1904                | 06.11.1995        | радіофізика і електроніка                                           | 10.06.1964        |         |
| Уткін Володимир Федорович                                                                          | 17 жовтня 1923               | 15 лютого 2000    | механіка                                                            | 02.04.1976        |         |
| Ф                                                                                                  |                              |                   |                                                                     |                   |         |
| ПІБ                                                                                                | дата народження              | дата смерті       | галузь                                                              | обраний           | портрет |
| Файнберг Яків Борисович                                                                            | 7 вересня 1918               | 7 березня 2005    | теоретична радіофізика                                              | 26.12.1979        |         |
| Федоров Євген Павлович                                                                             | 26 червня 1909               | 8 листопада 1986  | астрономія                                                          | 26.12.1969        |         |
| Федоров Михайло Михайлович                                                                         | 2 вересня 1867               | 29 березня 1945   | гірнича механіка                                                    | 29.06.1929        |         |
| Федорченко Іван Михайлович                                                                         | 31 жовтня 1909               | 27 грудня 1997    | порошкова металургія                                                | 18.04.1961        |         |
| Філатов Володимир Петрович — офтальмолог.                                                          | 27 лютого 1875               | 30 жовтня 1956    | офтальмологія                                                       | 22.02.1939        |         |
| Філіппов Анатолій Петрович                                                                         | 29 листопада 1899            | 23 квітня 1978    | механіка, машинобудування                                           | 20.12.1967        |         |
| Фірстов Сергій Олексійович                                                                         | 01.12.1940                   |                   | матеріалознавство, фізика міцності                                  | 06.05.2006        |         |
| Фольборт Георгій Володимирович                                                                     | 4 лютого 1885                | 17 квітня 1960    | фізіологія                                                          | 19.05.1951        |         |
| Фомін Олександр Васильович                                                                         | 14 травня 1867               | 16 жовтня 1935    | ботаніка                                                            | 01.10.1921        |         |
| Францевич Іван Микитович                                                                           | 03.08.1905                   | 14.02.1985        | порошкова металургія                                                | 18.04.1961        |         |
| Фролов Олександр Матвійович                                                                        | 06 вересня 1870              | 15.12.1964        | гідротехніка                                                        | 22.02.1939        |         |
| Фролькіс Володимир Веніамінович                                                                    | 27 січня 1924                | 2 жовтня 1999     | фізіологія                                                          | 15.01.1988        |         |
| Х                                                                                                  |                              |                   |                                                                     |                   |         |
| ПІБ                                                                                                | дата народження              | дата смерті       | галузь                                                              | обраний           | портрет |
| Харлампович Костянтин Васильович                                                                   | 18 серпня 1870               | 21 березня 1932   | історія                                                             | 01.01.1920        |         |
| Харченко Микола Федорович (1939) — фізик.                                                          | 21 жовтня 1939               |                   | експериментальна фізика                                             | 04.02.2009        |         |
| Холодний Микола Григорович                                                                         | 22 червня 1882               | 4 травня 1953     | сільськогосподарські науки                                          | 29.06.1929        |         |
| Хрєнов Костянтин Костянтинович                                                                     | 25 лютого 1894               | 11 жовтня 1984    | електрозварювання                                                   | 12.02.1945        |         |
| Хруслов Євген Якович                                                                               | 7 січня 1937                 |                   | математика                                                          | 16.05.2003        |         |
| Хрущов Василь Михайлович                                                                           | 12 червня 1882               | 19 грудня 1941    | електротехніка                                                      | 22.02.1939        |         |
| Ч                                                                                                  |                              |                   |                                                                     |                   |         |
| ПІБ                                                                                                | дата народження              | дата смерті       | галузь                                                              | обраний           | портрет |
| Чаговець Василь Юрійович                                                                           | 30 квітня 1873               | 19 травня 1941    | фізіологія                                                          | 22.02.1939        |         |
| Чаговець Ростислав Всеволодович                                                                    | 21 вересня 1904              | 11 вересня 1982   | біохімія                                                            | 22.12.1967        |         |
| Чебаненко Іван Ілліч                                                                               | 30 березня 1925              | 27 червня 2012    | геологія                                                            | 01.04.1982        |         |
| Чеботарьов Дмитро Федорович                                                                        | 17 вересня 1908              | 11 липня 2005     | терапія                                                             | 25.11.1992        |         |
| Чекмарьов Олександр Петрович                                                                       | 12 вересня 1902              | 11 березня 1975   | обробка металів тиском                                              | 1948              |         |
| Чекунов Анатолій Васильович                                                                        | 24 березня 1932              | 10 лютого 1996    | геологія, геофізика                                                 | 26.12.1979        |         |
| Чернишов Борис Ісидорович                                                                          | 27 січня 1888                | 31 серпня 1950    | палеонтологія                                                       | 22.02.1939        |         |
| Чехун Василь Федорович                                                                             | 15 листопада 1956            |                   | експериментальна онкологія                                          | 06.05.2006        |         |
| Чиженко Іван Миронович                                                                             | 27 березня 1916              | 11.12.2004        | силові напівпровідникові перетворювачі                              | 15.01.1988        |         |
| Чуйко Олексій Олексійович                                                                          | 28 серпня 1930               | 16 січня 2006     | хімія поверхні                                                      | 15.01.1988        |         |
| Чумаченко Микола Григорович                                                                        | 1 травня 1925                | 14 жовтня 2011    | економіка                                                           | 01.04.1982        |         |
| Чухно Анатолій Андрійович                                                                          | 20.12.1926                   | 18.11.2012        | політична економія та соціальні проблеми економіки                  | 15.01.1988        |         |
| Ш                                                                                                  |                              |                   |                                                                     |                   |         |
| ПІБ                                                                                                | дата народження              | дата смерті       | галузь                                                              | обраний           | портрет |
| Шалімов Олександр Олексійович                                                                      | 20 січня 1918                | 28 лютого 2006    | фізіологія, медицина                                                | 29.03.1978        |         |
| Шамота Микола Захарович                                                                            | 17 грудня 1916               | 4 січня 1984      | літературознавство, теорія літератури                               | 20.12.1967        |         |
| Шапошников Володимир Георгійович                                                                   | 6 червня 1870                | 3 жовтня 1952     | хімічна технологія волокнистих речовин і фарбників                  | 26.06.1922        |         |
| Шарковський Олександр Миколайович                                                                  | 7 грудня 1936                | 21 листопада 2022 | математика                                                          | 06.05.2006        |         |
| Швець Іван Трохимович                                                                              | 25.05.1901                   | 05.09.1983        | теплоенергетика                                                     | 29.11.1950        |         |
| Шевченко Володимир Павлович                                                                        | 5 січня 1941                 | 14 квітня 2024    | механіка                                                            | 14.04.1995        |         |
| Шевченко Юрій Миколайович                                                                          | 8 липня 1926                 | 7 березня 2016    | механіка                                                            | 04.12.1997        |         |
| Шеляг-Сосонко Юрій Романович                                                                       | 10 січня 1933                | 13 грудня 2019    | геоботаніка                                                         | 18.05.1990        |         |
| Шемшученко Юрій Сергійович                                                                         | 14 грудня 1935               | 1 березня 2025    | право                                                               | 25.11.1992        |         |
| Шестопалов Віктор Петрович                                                                         | 23 січня 1923                | 28 листопада 1999 | теоретична радіофізика                                              | 26.12.1979        |         |
| Шестопалов В'ячеслав Михайлович                                                                    | 18 липня 1936                | 10 грудня 2023    | геологія, геофізика                                                 | 14.04.1995        |         |
| Шидловський Анатолій Корнійович                                                                    | 10 жовтня 1933               |                   | енергомашинобудування, міцність машин                               | 28.03.1985        |         |
| Шилов Євген Олексійович                                                                            | 10 серпня 1893               | 22 липня 1970     | органічна хімія                                                     | 19.05.1951        |         |
| Шинкарук Володимир Іларіонович                                                                     | 22 квітня 1928               | 29 листопада 2001 | філософія                                                           | 29.03.1978        |         |
| Широбоков Володимир Павлович                                                                       | 5 квітня 1942                |                   | мікробіологія, вірусологія                                          | 16.05.2003        |         |
| Шлепаков Арнольд Миколайович                                                                       | 16 червня 1930               | 2 червня 1996     | всесвітня історія                                                   | 01.04.1982        |         |
| Шліхтер Олександр Григорович                                                                       | 1 вересня 1868               | 2 грудня 1940     | економіка                                                           | 29.06.1929        |         |
| Шмальгаузен Іван Іванович                                                                          | 23 квітня 1884               | 7 жовтня 1963     | еволюційна морфологія                                               | 17.07.1922        |         |
| Шмідт Отто Юлійович                                                                                | 30.09.1891                   | 07.09.1956        | математика, геофізика                                               | 27.05.1934        |         |
| Шміт Федір Іванович                                                                                | 15.05.1877                   | 03.12.1937        | історія українського мистецтва                                      | 05.05.1921        |         |
| Шнюков Євген Федорович                                                                             | 26 березня 1930              | 1 жовтня 2022     | геологія                                                            | 01.04.1982        |         |
| Шор Наум Зуселевич                                                                                 | 1 січня 1937                 | 25 лютого 2006    | інформатика                                                         | 04.12.1997        |         |
| Шпак Анатолій Петрович                                                                             | 12 травня 1949               | 29 червня 2011    | матеріалознавство                                                   | 14.04.1995        |         |
| Шпак Марат Терентійович                                                                            | 13 квітня 1926               | 2 червня 1993     | експериментальна фізика                                             | 18.05.1990        |         |
| Шпеник Отто Бартоломійович                                                                         | 14 липня 1938                | 29 вересня 2020   | експериментальна фізика, атомні явища                               | 06.05.2006        |         |
| Штокало Йосип Захарович                                                                            | 16 листопада 1897            | 5 січня 1987      | математика                                                          | 19.05.1951        |         |
| Шуба Михайло Федорович                                                                             | 30 жовтня 1928               | 21 березня 2007   | біофізика                                                           | 16.05.1990        |         |
| Шубенко-Шубін Леонід Олександрович                                                                 | 07.08.1907                   | 28.07.1994        | енергетика                                                          | 20.12.1967        |         |
| Шульга Валерій Михайлович                                                                          | 16 серпня 1944               | 2 листопада 2022  | експериментальна фізика, квантова електроніка                       | 06.05.2006        |         |
| Шульга Микола Федорович                                                                            | 15 вересня 1947              | 23 січня 2024     | ядерна фізика                                                       | 04.02.2009        |         |
| Щ                                                                                                  |                              |                   |                                                                     |                   |         |
| ПІБ                                                                                                | дата народження              | дата смерті       | галузь                                                              | обраний           | портрет |
| Щербак Микола Петрович                                                                             | 16 вересня 1924              | 18 січня 2018     | геохімія                                                            | 26.12.1979        |         |
| Щербань Олександр Назарович                                                                        | 2 березня 1906               | 07.01.1992        | руднича вентиляція                                                  | 23.01.1957        |         |
| Щурат Василь Григорович                                                                            | 24 серпня 1871               | 27 квітня 1948    | літературознавство                                                  | 29.06.1929        |         |
| Ю                                                                                                  |                              |                   |                                                                     |                   |         |
| ПІБ                                                                                                | дата народження              | дата смерті       | галузь                                                              | обраний           | портрет |
| Юр'єв Василь Якович                                                                                | 20 лютого 1879               | 8 лютого 1962     | селекція, насіннєводство                                            | 12.02.1945        |         |
| Юринець Володимир Олександрович                                                                    | 1891                         | 04.10.1937        | філософія                                                           | 29.06.1929        |         |
| Юхновський Ігор Рафаїлович                                                                         | 1 вересня 1925               | 26 березня 2024   | теоретична фізика                                                   | 01.04.1982        |         |
| Ющенко Костянтин Андрійович                                                                        | 08.12.1935                   | 8 березня 2023    | матеріалознавство                                                   | 16.05.2003        |         |
| Ющенко Олександр Іванович                                                                          | 2 грудня 1869                | 13 червня 1936    | психіатрія                                                          | 27.05.1934        |         |
| Я                                                                                                  |                              |                   |                                                                     |                   |         |
| ПІБ                                                                                                | дата народження              | дата смерті       | галузь                                                              | обраний           | портрет |
| Яворницький Дмитро Іванович                                                                        | 25 жовтня (6 листопада) 1855 | 5 серпня 1940     | історія                                                             | 29.06.1929        |         |
| Яворський Володимир Полікарпович                                                                   | 15.07.1876                   | 25 вересня 1942   | органічна хімія                                                     | 27.05.1934        |         |
| Яворський Матвій Іванович                                                                          | 15 листопада 1885            | 3 листопада 1937  | історія                                                             | 1929              |         |
| Якименко Юрій Іванович                                                                             | 20 березня 1945              |                   | електроніка в енергетиці                                            | 04.02.2009        |         |
| Яковенко Володимир Мефодійович                                                                     | 7 листопада 1934             | 26 травня 2022    | теоретична радіофізика                                              | 07.04.2000        |         |
| Ямпольський Стефан Михайлович                                                                      | 21 грудня 1906               | 9 січня 1998      | економіка промисловості                                             | 20.12.1967        |         |
| Янгель Михайло Кузьмич                                                                             | 25 жовтня 1911               | 25 жовтня 1971    | механіка                                                            | 18.04.1961        |         |
| Яновський Феофіл Гаврилович                                                                        | 12 (24) червня 1860          | 8 липня 1928      | клінічна медицина                                                   | 06.06.1927        |         |
| Янсон Ігор Кіндратович                                                                             | 18 березня 1938              | 26.07.2011        | електроніка                                                         | 25.11.1992        |         |
| Яснопольський Леонід Миколайович                                                                   | 1 лютого 1873                | 23 травня 1957    | економіка                                                           | 29.06.1925        |         |
| Яцимирський Костянтин Борисович                                                                    | 4 квітня 1916                | 25 червня 2005    | неорганічна хімія                                                   | 10.06.1964        |         |
| Яцків Ярослав Степанович                                                                           | 25 жовтня 1940               |                   | астрономія                                                          | 28.03.1985        |         |

## Джерело
- Сайт НАН України (Перевірено 25 червня 2010)